# Салома I
Салома око 65. п. н. е.., је била сестра Ирода Великог и мајка Беренике. 
Други супруг Саломе био је Алекас Хелицијас, господин Хеорда. Са Хелицијасом је имала троје деце Костобаруса, Антипатера IV (који се оженио Сипрос II, ћерком Херода и Мариамне 
I), Беренис А (која се прво удала за Аристобулуса IV, Херодовог сина исте мајке и другог Теудиона, брата његове прве жене Дорис) и неимена кћерка (која се удала за сина Алекаса, благајника храма). Као и њена позната праунука Салома, она са развела од свог мужа, супротно од онога што је Јозефус рекао да су у то време били јеврејски закони.
Салома се развела од свог супруга, иако то није било у складу са јеврејским законима. Било је законито да супруг напусти своју супругу, али супрузи није допуштено да напусти свог мужа и уда се за другог. Жена се може удати, само ако је њен бивши супруг оставио. Међутим, Салома је одлучила да не поштује закон своје земље, већ закон сопственог ауторитета и тиме се одрекла свог брака. 
Беренисова деца била су Херодијас, Херод Агрипа I, краљ Јудеје, Херод од Халки и Мали манастир Аристобул и Маријана III (која је можда била прва супруга њеног ујака, Херода Арсихелауса, етнаркара из Јудеје).

Након смрти Херода Великог у 4. п. н. е, Добила је топархију, укључујући градове Иамније, Азотусе, Фазаелије и 5000 драхмама. Римски цар Аугустус је допунио ово са краљевским становањем у Ашкелону. Након Саломине смрти, Иманија је пала Ливији, будућој римској царици, а потом и њеном сину Тиберију. [3]

## Референца
1. ↑  „Salome (c. 65 BCE–10 CE) - Women in World History: A Biographical Encyclopedia”. Архивирано из оригинала 15. 11. 2018. г. Приступљено 21. 03. 2018. Текст „ HighBeam Research ” игнорисан (помоћ)